# Кедровка (Шалинський міський округ)
Ке́дровка (рос. Кедровка) — присілок у складі Шалинського міського округу Свердловської області.
Населення — 4 особи (2010, 24 2002).
Національний склад станом на 2002 рік: росіяни — 100 %.